# 下馬 (世田谷区)
下馬（しもうま）は、東京都世田谷区の町名である。現行行政地名は下馬一丁目から下馬六丁目。住居表示実施済区域。

## 地理
北は世田谷公園、東は目黒区五本木に隣接し、南部には駒沢通りが走っている。

### 地価
住宅地の地価は、2025年（令和7年）1月1日の公示地価によれば、下馬2-10-16の地点で82万9000円/m2、下馬6-33-2の地点で97万5000円/m2となっている。

## 歴史

### 地名の由来
旧：荏原郡下馬引沢村（しもうまひきさわむら）の省略による。源頼朝が遠征に向かう途中この地を訪れ、土砂崩れに遭った際、「以後ここを渡る際は、馬を曳いて渡れ」と命じたのが由来とされる。また、この他にも、駒繋、駒留など馬にまつわる地名が存在する。蛇崩交差点から五本木方面に向かう道の真ん中にこの馬を埋めたことに由来する「葦毛塚」がある。また、駒沢は、合併時に「馬引沢」などの地名に因んでつけられた新しい村名である。

## 世帯数と人口
2025年（令和7年）1月1日現在（世田谷区発表）の世帯数と人口は以下の通りである。
| 丁目       | 世帯数     | 人口     |
| ---------- | ---------- | -------- |
| 下馬一丁目 | 3,527世帯  | 6,267人  |
| 下馬二丁目 | 3,539世帯  | 5,548人  |
| 下馬三丁目 | 1,953世帯  | 3,742人  |
| 下馬四丁目 | 1,116世帯  | 2,217人  |
| 下馬五丁目 | 2,150世帯  | 3,950人  |
| 下馬六丁目 | 3,425世帯  | 6,017人  |
| 計         | 15,710世帯 | 27,741人 |

### 人口の変遷
国勢調査による人口の推移。
| 年                 | 人口   |
| ------------------ | ------ |
| 1995年（平成7年）  | 25,685 |
| 2000年（平成12年） | 26,140 |
| 2005年（平成17年） | 26,789 |
| 2010年（平成22年） | 27,297 |
| 2015年（平成27年） | 27,449 |
| 2020年（令和2年）  | 28,179 |

### 世帯数の変遷
国勢調査による世帯数の推移。
| 年                 | 世帯数 |
| ------------------ | ------ |
| 1995年（平成7年）  | 12,296 |
| 2000年（平成12年） | 13,437 |
| 2005年（平成17年） | 14,067 |
| 2010年（平成22年） | 14,553 |
| 2015年（平成27年） | 14,632 |
| 2020年（令和2年）  | 15,261 |

## 学区
区立小・中学校に通う場合、学区は以下の通りとなる（2018年4月時点）。
| 丁目       | 番地                  | 小学校               | 中学校               |
| ---------- | --------------------- | -------------------- | -------------------- |
| 下馬一丁目 | 全域                  | 世田谷区立駒繋小学校 | 世田谷区立三宿中学校 |
| 下馬二丁目 | 1～5番                | 世田谷区立駒繋小学校 | 世田谷区立駒留中学校 |
| 下馬二丁目 | 6～12番 23～28番      | 世田谷区立駒繋小学校 | 世田谷区立三宿中学校 |
| 下馬二丁目 | 29～32番 39～44番     | 世田谷区立池尻小学校 | 世田谷区立三宿中学校 |
| 下馬二丁目 | 13〜22番 33〜38番     | 世田谷区立中里小学校 | 世田谷区立三宿中学校 |
| 下馬三丁目 | 26～31番 33～38番     | 世田谷区立中里小学校 | 世田谷区立三宿中学校 |
| 下馬三丁目 | 16～25番              | 世田谷区立旭小学校   | 世田谷区立駒留中学校 |
| 下馬三丁目 | 1〜15番 32番 39〜40番 | 世田谷区立中丸小学校 | 世田谷区立駒留中学校 |
| 下馬四丁目 | 1～9番                | 世田谷区立中丸小学校 | 世田谷区立駒留中学校 |
| 下馬四丁目 | 10〜29番              | 世田谷区立駒繋小学校 | 世田谷区立駒留中学校 |
| 下馬五丁目 | 8～34番               | 世田谷区立駒繋小学校 | 世田谷区立駒留中学校 |
| 下馬五丁目 | 35～41番              | 世田谷区立駒繋小学校 | 世田谷区立三宿中学校 |
| 下馬五丁目 | 1〜7番                | 世田谷区立中丸小学校 | 世田谷区立駒留中学校 |
| 下馬六丁目 | 全域                  | 世田谷区立中丸小学校 | 世田谷区立駒留中学校 |

## 交通
最寄り駅は東急東横線祐天寺駅および学芸大学駅または東急田園都市線・東急世田谷線三軒茶屋駅である。最寄高速道路出入口は三軒茶屋出入口もしくは池尻出入口である。
南部の六丁目内を駒沢通りが東西に走っている。
東急バスが町内を走っている。かつてはバス路線・渋33（後に渋33・森10に分割）系統が走っていた。

## 事業所
2021年（令和3年）現在の経済センサス調査による事業所数と従業員数は以下の通りである。
| 丁目       | 事業所数  | 従業員数 |
| ---------- | --------- | -------- |
| 下馬一丁目 | 149事業所 | 914人    |
| 下馬二丁目 | 116事業所 | 940人    |
| 下馬三丁目 | 92事業所  | 621人    |
| 下馬四丁目 | 45事業所  | 328人    |
| 下馬五丁目 | 66事業所  | 306人    |
| 下馬六丁目 | 112事業所 | 727人    |
| 計         | 580事業所 | 3,836人  |

### 事業者数の変遷
経済センサスによる事業所数の推移。
| 年                 | 事業者数 |
| ------------------ | -------- |
| 2016年（平成28年） | 543      |
| 2021年（令和3年）  | 580      |

### 従業員数の変遷
経済センサスによる従業員数の推移。
| 年                 | 従業員数 |
| ------------------ | -------- |
| 2016年（平成28年） | 3,476    |
| 2021年（令和3年）  | 3,836    |

## 施設
- 東京学芸大学附属高等学校
- 東京都立青鳥特別支援学校
- 世田谷区立駒留中学校
- 世田谷区立駒繋小学校
- 駒繋神社
- 世田谷観音
- 西澄寺
- 東急バス下馬営業所
- 日本大学危機管理学部・スポーツ科学部（旧農獣医学部、旧生物資源科学部）
- 世田谷下馬郵便局
- 世田谷下馬二郵便局
- 学芸大学前郵便局

### かつて存在した施設
- 図書館短期大学（→図書館情報大学→現：筑波大学図書館情報専門学群）
- 放送大学東京世田谷学習センター（図書館短期大学跡地、2012年閉所）
- 三越シルバーハウス（→駒澤大学）

## 著名な出身者
- 飯尾和樹（お笑いコンビずん）
- 中松義郎
- 剣桃太郎

### ゆかりのある人物
- 西郷吉之助（侯爵、参議院議員）[14] - 西郷寅太郎の三男。西郷隆盛の孫。住所が下馬[14]。
- 中川昭一（衆議院議員） - 住所が下馬5丁目[15]。

## その他

### 日本郵便
- 郵便番号 : 154-0002[2]（集配局 : 世田谷郵便局[16]）。